# Metro d'Almati

Línies de Metro d'Almaty

El Metro d'Almati (rus:Алматинский метрополитен) es troba a la ciutat d'Almati, al Kazakhstan, i és totalment automatitzat. Serà el sistema de rails automatitzats més llarg del món. Amb la inauguració de la línia Vermella l'1 de desembre de 2011, després de més de 23 anys de construcció, el sistema es va convertir en el segon metro de l'Àsia central, després del Metro de Taixkent, a l'Uzbekistan.